# Ekran

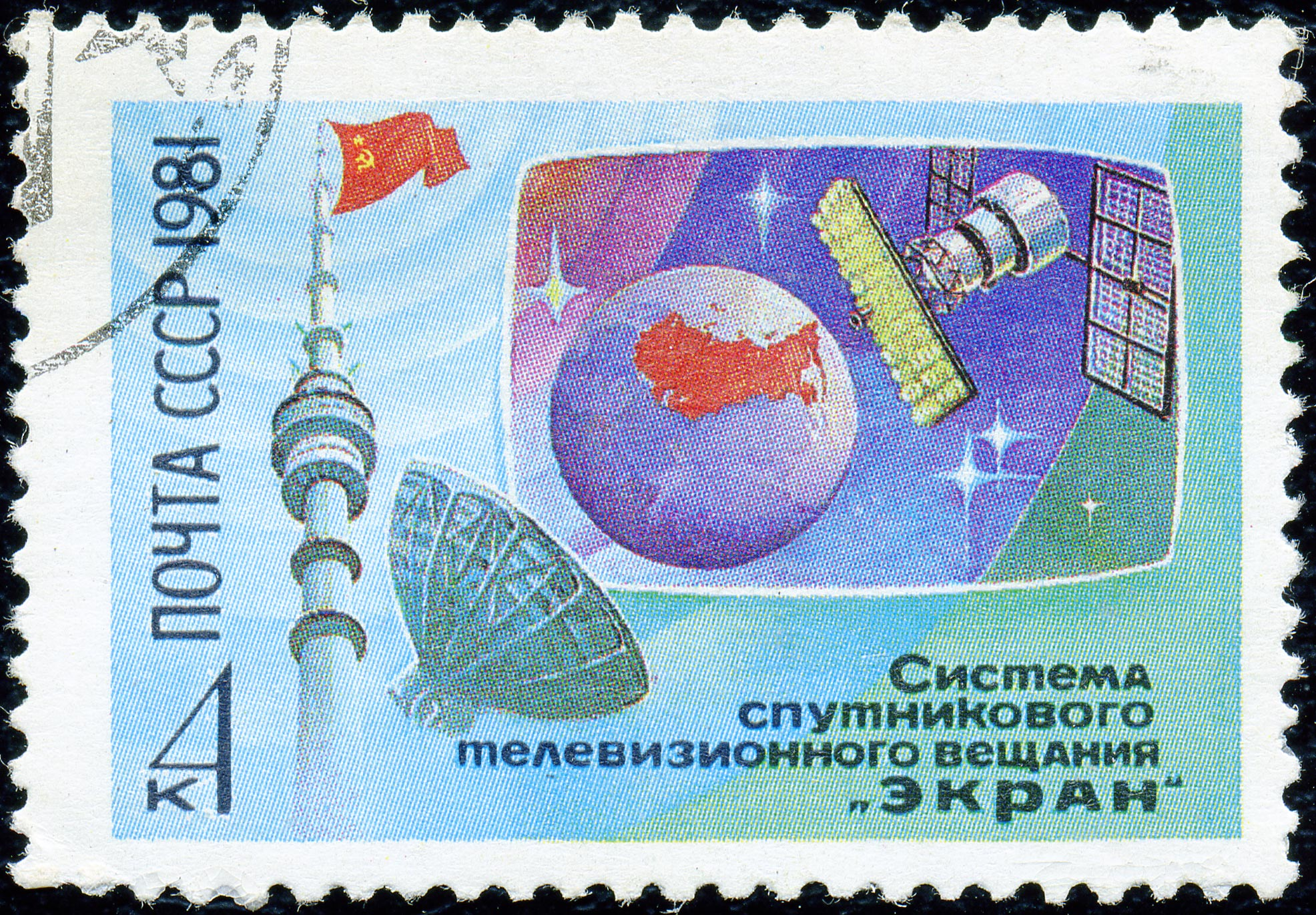
Ekran

Ekran byl systém satelitní televize vyvinutý a provozovaný v Sovětském svazu.
Jeho cílem bylo distribuovat televizní signál ze studia v Moskvě do odlehlých oblastí, zejména Sibiře, za pomoci geostacionární družice.

První družice byla zprovozněna roku 1976 na pozici 99° východní délky a její životnost byla stanovena na jeden rok. Umožňovala přenos jednoho televizního a dvou rozhlasových signálů. Do roku 2001 bylo vyneseno přibližně 30 družic, pozdější družice byly pojmenovány Ekran-M, měly delší životnost a mohly přenášet více TV programů.

Přenos signálu z pozemního střediska k družici probíhal na kmitočtu 6000 MHz, přenos z družice k pozemním přijímačům pak v pásmu UHF na kmitočtu 714 MHz, šířka pásma přenášeného signálu byla 24 MHz (702 až 726 MHz). Používala se frekvenční modulace a kruhová pravotočivá polarizace. Vysílač na družici měl výkon 200 W.

K příjmu signálu se používala Yagi anténa. Signál z družice bylo možné přijímat individuálně (většinou pomocí čtyř vzájemně soufázově propojených antén), ale v hustěji obydlených oblastech byly zbudovány převaděče, které přijatý signál šířily jako běžné pozemní čí kabelové TV vysílání.

Družice pokrývala signálem přibližně 40% území SSSR. Primární oblast pokrytí sahala až za města Vorkuta, Novosibirsk, Čita a nejvýchodněji až k 150° východní délky. Sekundární oblast sahala za Moskvu na západě a za Sachalin na východě.